# Golf agli XI Giochi del Mediterraneo
I tornei di Golf agli XI Giochi del Mediterraneo hanno previsto competizioni individuali e a squadre sia maschili che femminili, per un totale di 4 medaglie d'oro.

## Podi

### Uomini
| Evento      | Oro                                                      | Argento                                                       | Bronzo                                                |
| Uomini      |                                                          |                                                               |                                                       |
| Individuale | Manuel Zerman                                            | Tomas Jesus Munoz - Georgios Nikitaldes                       |                                                       |
| A squadre   | Italia Marcello Santi Massimo Florioli Manuel Zerman     | Francia Mikael Garabedian Christophe Muniesa Christian Cevaer | Spagna Diego Borrego Thomas Jesus Munoz Alavaro Prat  |
| Donne       |                                                          |                                                               |                                                       |
| Individuale | Caterina Quintarelli                                     | Caroline Bourtayre                                            | Esther Valera                                         |
| A squadre   | Francia Valérie Michaud Anne Lanzerac Caroline Bourtayre | Italia Isabella Maconi Caterina Quintarelli Isabella Calagero | Spagna Amaya Arruti Macarena Campomanes Esther Valera |

## Medagliere
| Posizione | Paese   |   |   |   | Totale |
| --------- | ------- | - | - | - | ------ |
| 1         | Italia  | 3 | 1 | 0 | 4      |
| 2         | Francia | 1 | 2 | 0 | 3      |
| 3         | Spagna  | 0 | 1 | 3 | 4      |
| 4         | Grecia  | 0 | 1 | 0 | 1      |
| Totale    | Totale  | 4 | 4 | 4 | 12     |